# Friedrich von Kessinger

Friedrich von Kessinger, um 1914

Kurt Friedrich von Kessinger (* 24. Februar 1866 in Dresden; † 1. März 1946 in Weimar) war ein deutscher Generalmajor der Reichswehr.

## Leben

### Herkunft
Friedrich von Kessinger war ein Sohn des späteren königlich sächsischer Generalmajor Curt von Kessinger (* 5. April 1828; † 22. November 1914) und dessen Ehefrau Klara (* 25. Februar 1833; † 28. März 1899), geb. Brockhaus. Seine Mutter war die Tochter des Verlegers Friedrich Brockhaus.

### Werdegang
Friedrich von Kessinger trat im April 1884 in die Armee ein. Am 14. Juli 1885 wurde er Leutnant. Als Premierleutnant war er 1895 in der 2. Kompanie des Infanterie-Regiments 94 und von hier zur Dienstleistung in den Generalstab der Armee kommandiert.
Am 15. Juni 1907 zum Major befördert, war er 1911 im Königs-Infanterie-Regiment.
Ab der Beförderung zum Oberstleutnant am 1. Oktober 1913 war er bis zur bedingungslosen Übergabe von Tsingtau im November 1914 Kommandeur des III. Seebataillons. Anschließend war er in Japan in Kriegsgefangenschaft.
Nach der Rückkehr nach Deutschland wurde er in die Reichsmarine übernommen und hier am 30. Januar 1920 mit Patent vom 22. März 1916 Oberst. Zum 9. März 1920 trat er in die Reichswehr über.
Bis Mai 1911 hatte er u. a. den Roten Adlerorden 4. Klasse, das Ritterkreuz 1. Klasse des Königlich Sächsischen Albrechts-Orden, das Ritterkreuz II. Klasse des Großherzoglich Sächsischen Haus-Orden der Wachsamkeit, das Ritterkreuz I. Klasse des Herzoglich Sächsischen Sachsen-Ernestinischen Haus-Ordens, den St. Annen-Orden 3. Klasse erhalten und war Ritter der französischen Ehrenlegion.

### Familie
Am 19. Juni 1897 heiratete er in Weimar Elfriede von Necker (1874–1954), Tochter des Generalmajors Arthur von Necker.